# Gaik (obwód tarnopolski)
Gaik (ukr. Гайок, Hajok) – wieś na Ukrainie, w obwodzie tarnopolskim, w rejonie tarnopolskim. W 2001 roku liczyła 167 mieszkańców.
Zbrodnie nacjonalistów ukraińskich miały miejsce 18 września 1939 (rodzina gajowego Łopota) oraz we wrześniu 1943 (rodzina Pakoszów).
W czasie okupacji niemieckiej mieszkająca tutaj polska rodzina Baranów ukrywała Żydów, za co w 1985 roku Instytut Jad Waszem uhonorował Juliana i Annę Baranów tytułami Sprawiedliwych wśród Narodów Świata.
Do 2020 w rejonie brzeżańskim.